# アラン・トレホ
アラン・レイ・トレホ（Alan Ray Trejo, 1996年5月30日 - ）は、 アメリカ合衆国カリフォルニア州ロサンゼルス出身のプロ野球選手（内野手）。右投右打。MLBのテキサス・レンジャーズ傘下所属。

## 経歴

### プロ入りとロッキーズ時代
2017年のMLBドラフト16巡目（全体476位）でコロラド・ロッキーズから指名され、プロ入り。契約後、傘下のパイオニアリーグのルーキー級グランドジャンクション・ロッキーズでプロデビュー。46試合に出場して打率.347、7本塁打、32打点、7盗塁を記録した。
2018年はA+級ランカスター・ジェットホークスでプレーし、114試合に出場して打率.278、10本塁打、67打点、3盗塁を記録した。
2019年はAA級ハートフォード・ヤードゴーツでプレーし、125試合に出場して打率.243、15本塁打、49打点、5盗塁を記録した。
2020年はCOVID-19の影響でマイナーリーグの試合が開催されなかったため、公式戦の出場は無かった。
2021年4月10日にメジャー契約を結んでアクティブ・ロースター入りし、同日のサンフランシスコ・ジャイアンツ戦でメジャーデビュー。この年メジャーでは28試合に出場して打率.217、1本塁打、3打点を記録した。
2022年は35試合に出場して打率.271、4本塁打、17打点、1盗塁を記録した。
2023年はシーズン前、第5回WBCのメキシコ代表に選出された。シーズンでは82試合に出場して打率.232、4本塁打、26打点、5盗塁を記録した。
2024年1月5日にマイナー契約でAAA級アルバカーキ・アイソトープスへ配属された。スプリングトレーニングで結果を残し、同年の開幕はメジャーで迎えた。しかし、6月28日にアーロン・シャンクとライリー・パイントの昇格および復帰に伴ってDFAとなり、翌日にFAとなった。

### ドジャース傘下時代
2024年7月2日にロサンゼルス・ドジャースとマイナー契約を結び、同日中にAAA級オクラホマシティ・ベースボールクラブに配属された。ただ、ここではメジャーに昇格する機会は一度も無く、オフの11月4日にFAとなった。また、シーズン終了後には第3回プレミア12のメキシコ代表に選出された。

### レンジャーズ傘下時代
2025年は、テキサス・レンジャーズの一員として開幕前のスプリングトレーニングに招待選手として参加したが、開幕はAAA級ラウンドロック・エクスプレスで迎えた。

### ロッキーズ復帰
2025年4月26日に金銭トレードで、前年まで所属していたロッキーズに復帰し、その日のうちにAAA級アルバカーキに配属されたが、翌27日にルーカス・ギルブレスと入れ替わってメジャー昇格を果たした。なお、背番号は以前在籍していた際の背番号『13』はザック・ビーンが着けていた為、『31』。昇格後14試合に出場したが40打数7安打、打率 .175と振るわず、5月16日にカーソン・パルムクイストの昇格に伴ってDFAとなって40人枠から外れ、3日後にAAA級アルバカーキに降格し、マイナー契約を拒否してFAとなった。

### レンジャーズ傘下復帰
2025年5月27日にテキサス・レンジャーズとマイナー契約を結び、同じく同日に加入したビリー・マッキニーと共にAAA級ラウンドロック・エクスプレスに配属された。

## 選手としての特徴
三振が多く、打撃には粗さが残るが、スイングは鋭く、逆方向にも大きな当たりを飛ばせる。また、チャンスにも強い。守備では俊敏な動き、肩の強さ、送球の正確性が光る。

## 詳細情報

### 年度別打撃成績
| 年 度    | 球 団    | 試 合 | 打 席 | 打 数 | 得 点 | 安 打 | 二 塁 打 | 三 塁 打 | 本 塁 打 | 塁 打 | 打 点 | 盗 塁 | 盗 塁 死 | 犠 打 | 犠 飛 | 四 球 | 敬 遠 | 死 球 | 三 振 | 併 殺 打 | 打 率 | 出 塁 率 | 長 打 率 | O P S |
| -------- | -------- | ----- | ----- | ----- | ----- | ----- | -------- | -------- | -------- | ----- | ----- | ----- | -------- | ----- | ----- | ----- | ----- | ----- | ----- | -------- | ----- | -------- | -------- | ----- |
| 2021     | COL      | 28    | 50    | 46    | 7     | 10    | 2        | 0        | 1        | 15    | 3     | 0     | 0        | 0     | 1     | 3     | 1     | 0     | 15    | 2        | .217  | .260     | .326     | .586  |
| 2022     | COL      | 35    | 125   | 118   | 15    | 32    | 6        | 0        | 4        | 50    | 17    | 1     | 2        | 0     | 0     | 5     | 0     | 2     | 31    | 3        | .271  | .312     | .424     | .736  |
| 2023     | COL      | 82    | 227   | 207   | 24    | 48    | 11       | 0        | 4        | 71    | 26    | 5     | 1        | 1     | 2     | 16    | 0     | 1     | 51    | 3        | .232  | .288     | .343     | .631  |
| 2024     | COL      | 28    | 67    | 63    | 4     | 9     | 0        | 0        | 0        | 9     | 1     | 0     | 0        | 1     | 0     | 2     | 0     | 1     | 15    | 2        | .143  | .182     | .143     | .325  |
| 2025     | COL      | 13    | 43    | 40    | 3     | 7     | 2        | 0        | 0        | 9     | 1     | 0     | 0        | 1     | 1     | 1     | 0     | 0     | 7     | 3        | .175  | .190     | .225     | .415  |
| MLB：4年 | MLB：4年 | 186   | 469   | 434   | 50    | 99    | 19       | 0        | 9        | 145   | 47    | 6     | 3        | 2     | 3     | 26    | 1     | 4     | 112   | 10       | .228  | .276     | .334     | .610  |

- 2024年度シーズン終了時

### 年度別投手成績
| 年 度    | 球 団    | 登 板 | 先 発 | 完 投 | 完 封 | 無 四 球 | 勝 利 | 敗 戦 | セ 丨 ブ | ホ 丨 ル ド | 勝 率 | 打 者 | 投 球 回 | 被 安 打 | 被 本 塁 打 | 与 四 球 | 敬 遠 | 与 死 球 | 奪 三 振 | 暴 投 | ボ 丨 ク | 失 点 | 自 責 点 | 防 御 率 | W H I P |
| -------- | -------- | ----- | ----- | ----- | ----- | -------- | ----- | ----- | -------- | ----------- | ----- | ----- | -------- | -------- | ----------- | -------- | ----- | -------- | -------- | ----- | -------- | ----- | -------- | -------- | ------- |
| 2023     | COL      | 2     | 0     | 0     | 0     | 0        | 0     | 0     | 0        | 0           | ----  | 10    | 2.0      | 4        | 2           | 0        | 0     | 0        | 1        | 0     | 0        | 3     | 3        | 13.50    | 2.00    |
| 2025     | COL      | 1     | 0     | 0     | 0     | 0        | 0     | 0     | 0        | 0           | ----  | 3     | 1.0      | 1        | 0           | 0        | 0     | 0        | 0        | 0     | 0        | 0     | 0        | 0.00     | 1.00    |
| MLB：1年 | MLB：1年 | 2     | 0     | 0     | 0     | 0        | 0     | 0     | 0        | 0           | ----  | 10    | 2.0      | 4        | 2           | 0        | 0     | 0        | 1        | 0     | 0        | 3     | 3        | 13.50    | 2.00    |

- 2024年度シーズン終了時

### WBCでの打撃成績
| 年 度 | 代 表    | 試 合 | 打 席 | 打 数 | 得 点 | 安 打 | 二 塁 打 | 三 塁 打 | 本 塁 打 | 塁 打 | 打 点 | 盗 塁 | 盗 塁 死 | 犠 打 | 犠 飛 | 四 球 | 敬 遠 | 死 球 | 三 振 | 併 殺 打 | 打 率 | 出 塁 率 | 長 打 率 |
| ----- | -------- | ----- | ----- | ----- | ----- | ----- | -------- | -------- | -------- | ----- | ----- | ----- | -------- | ----- | ----- | ----- | ----- | ----- | ----- | -------- | ----- | -------- | -------- |
| 2023  | メキシコ | 6     | 24    | 20    | 2     | 3     | 0        | 0        | 0        | 3     | 1     | 0     | 1        | 0     | 0     | 4     | 0     | 0     | 10    | 1        | .150  | .292     | .150     |

### 背番号
- 13（2021年 - 2024年）
- 31（2025年 - 同年途中）

### 代表歴
- 2023 ワールド・ベースボール・クラシック・メキシコ代表
- 2024 WBSCプレミア12 メキシコ代表